# 675
Évszázadok: 6. század – 7. század – 8. század
Évtizedek: 620-as évek – 630-as évek – 640-es évek – 650-es évek – 660-as évek – 670-es évek – 680-as évek – 690-es évek – 700-as évek – 710-es évek – 720-as évek
Évek: 670 – 671 – 672 – 673 –  674 – 675 – 676 – 677 – 678 – 679 – 680

## Események

### Európa
- Folytatódik Konstantinápoly arab ostroma. Jazíd ibn Muávija vezetésével az arabok 674-678 között minden évben blokád alá veszik a bizánci fővárost, télre viszont visszavonulnak Küzikoszba.
- Meghal V. Ióannész konstantinápolyi pátriárka. Utóda I. Kósztantinosz.
- Az arabok Abdallah ibn Kajsz és Fadhala ibn Ubajd vezetésével végigfosztogatják Krétát és ott telelnek.
- A Frank Birodalomban a neustriai nemesség egyre elégedetlenebb a 21 éves II. Childeric királlyal, aki saját austrasiai majordomusát, Wulfoaldot ülteti a nyakukra, ahelyett hogy közülük választana kormányzót. Amikor egy Bodilo nevű nemes az adóemelés miatt panaszkodik a királynál, az megkorbácsoltatja mint egy szolgát. Bodilo és barátai erre meggyilkolják a livryi erdőben vadászó Childericet, valamint annak feleségét, Bilichildet és 5 éves fiát, Dagobertet.
- A neustriai nemesség Leudesiust teszi meg majordomussá ( Wulfoald visszamenekül Austrasiába), aki visszahelyezi a trónra a korábban elűzött kiskorú királyt, III. Theudericet.
- A zűrzavart kihasználva a luxeuil-i apátságból kiszabadul az odazárt Ebroin (bukott neustriai majordomus) és Leodegar püspök (aki megbuktatta Ebroint, de aztán egy politikai fordulatot követően őt is kolostorba zárták). Ebroin egy gyereket, III. Chlodvigot (állítólag III. Chlothar törvénytelen fia) kiált ki királlyá. Leudesius Theuderickel és a kincstárral elmenekül a fővárosból, de Ebroin utoléri őket, meggyilkoltatja Leudesiust és ismét maga ül a majordomusi székbe. Miután helyzetét megerősítette, szakít a bizonytalan származású III. Chlodviggal és ő is III. Theudericet ismeri el jogos királyként.
- Ebroin elfogatja régi riválisát, Leodegar püspököt, kiszúratja a szemeit és kivágatja a nyelvét, majd azzal a váddal hogy ő szervezte Childeric meggyilkolását, a királlyal száműzetteti.
- Austrasiában Wulfoald majordomus visszahozatja II. Dagobertet, III. Sigebert fiát, akit annak halála után a majordomus egy írországi kolostorba záratott, hogy saját fiát ültesse a trónra.
- Meghal Wulfhere, Mercia királya. Utóda öccse, Æthelred.

### Japán
- A buddhista Tenmu császár tavasztól őszig megtiltja a háziállatok (ló, tehén, kutya, majom, baromfi) húsának fogyasztását, egyúttal szabályozza a halászatot és vadászatot. A tilalom némi változtatásokkal 1200 éven át fennmarad.

## Halálozások
- II. Childerich frank király[1] (* 653)
- Bilichild, frank királyné
- Wulfhere, merciai király
- Lindisfarne-i Colmán, Lindisfarne püspöke
- Amandus, flandriai hittérítő

## Fordítás
- Ez a szócikk részben vagy egészben  a(z)   675 című angol Wikipédia-szócikk ezen változatának fordításán alapul.  Az eredeti cikk szerkesztőit annak laptörténete sorolja fel. Ez a jelzés csupán a megfogalmazás eredetét és a szerzői jogokat jelzi, nem szolgál a cikkben szereplő információk forrásmegjelöléseként.